# Première masse de gypse
La première masse de gypse, parfois appelée haute masse est une couche géologique située en Île-de-France.
Elle mesure entre quinze et vingt mètres d'épaisseur.
Elle date de l'âge géologique appelé Ludien. On y trouve une grande quantité de fossiles.
C'est la couche supérieure des trois épaisseurs de gypse du Bassin parisien. Les couches inférieures, dites deuxième et troisième masses, mesurent respectivement six à dix mètres et trois à quatre mètres de puissance.
Elle peut être exploitée à ciel ouvert ou bien en souterrain.